# ميجيلونيس
ميجيلونيس هي مدينة ساحلية وبلدية في شمال تشيلي تقع في محافظة أنتوفاغاستا في إقليم أنتوفاغاستا ، اسمها هو صيغة الجمع من الكلمة الإسبانية mejillón والتي تعني " بلح البحر "، في إشارة إلى نوع وفير وغذاء أساسي مفضل لسكانها الأصليين .